# 46720 Pierostroppa
46720 Pierostroppa este un asteroid din centura principală de asteroizi.

## Descriere
46720 Pierostroppa este un asteroid din centura principală de asteroizi. A fost descoperit pe 13 august 1997 la San Marcello Pistoiese de Luciano Tesi și Andrea Boattini. Asteroidul prezintă o orbită caracterizată de o semiaxă mare de 3,00 ua, o excentricitate de 0,28 și o înclinație de 3,7° în raport cu ecliptica.